# Вильев, Михаил Анатольевич
Михаи́л Анато́льевич Ви́льев (20 августа [1 сентября] 1893 — 1 декабря 1919, Петроград) — русский астроном.

## Биография
Окончил Петроградский университет в 1915 году и был оставлен на кафедре астрономии для подготовки к профессорскому званию. Читал в университете лекции по хронологии, математической теории календаря и истории астрономии. Принимал участие в экспедициях для наблюдений солнечных затмений (1912, 1914). В 1916—1919 годах работал в Пулковской обсерватории, в 1919 г. в астрономическом отделении Научного института имени П. Ф. Лесгафта.
Специалист в области небесной механики и истории астрономии. Разрабатывал теорию абсолютных возмущений малых планет, вычислил орбиты многих комет и малых планет. Посмертно (1938) была издана его монография, посвящённая исследованию основной задачи теоретической астрономии — определению орбит.
Проявлял особый интерес к предвычислению затмений и проблемам хронологии. Разработал приближенную теорию движения Луны, Солнца и больших планет для датировок исторических событий древности, описания которых в летописях связывались с астрономическими явлениями. В его «Каноне русских солнечных затмений», составленном для книги Д. О. Святского (1915) рассчитаны все солнечные затмения, видимые на территории Руси с XI по XVIII век.
Владел, кроме ряда современных иностранных языков, латинским, древнегреческим и древнееврейским. Читал египетские иероглифы, владел арабским языком, переводил эфиопские летописи.
В возрасте 26 лет умер от испанки, но всего за 7 лет активной деятельности успел написать более 120 статей по фундаментальной астрономии и истории науки.

## Память
Именем Вильева назван кратер на Луне и малая планета (2553) Viljev, открытая Н. С. Черных 29 марта 1979 года в Крымской астрофизической обсерватории.